# Fissidens menyhartii
Fissidens menyhartii là một loài Rêu trong họ Fissidentaceae. Loài này được Müll. Hal. mô tả khoa học đầu tiên năm 1899.